# Oliver O. Howard
Oliver Otis Howard (8. november 1830 – 26. oktober 1909) var karriereofficer i den amerikanske hær og general i unionshæren under Den amerikanske Borgerkrig. Som korpskommandør led han to ydmygende nederlag i Slaget ved Chancellorsville og Slaget ved Gettysburg, men han rejste sig igen mens han gjorde tjeneste i det vestlige operationsområde og havde stor succes som korps og hærkommandør. Efter krigen ledede han tropper i Vesten, herunder en berømt kampagne mod Nez Perce stammen. Han var den ledende kraft bag grundlæggelsen af Howard University.

## Tidlige år
Howard blev født i Leeds, Maine, som søn af Rowland Bailey Howard og Eliza Otis Howard. Rowland, som var landmand, døde, da Oliver var 9 år gammel. Oliver gik på Monmouth Academy i Monmouth, Maine og North Yarmouth Academy i Yarmouth, Maine Kents Hill School i Readfield, Maine og tog eksamen fra Bowdoin College i 1850 i en alder af 19 år. Derefter kom han på West Point, hvor han fik eksamen i 1854 som nr. 4 i en klasse på 46 kadetter og blev udnævnt til midlertidig sekondløjtnant i det tekniske korps. Han gjorde tjeneste ved Watervliet Arsenal i nærheden af Troy, New York, og var midlertidig kommandør for Kennebec Arsenal i Augusta, Maine. I 1855 giftede han sig med Elizabeth Anne Waite, og sammen fik de 7 børn. I 1857 blev han overført til Florida i Seminolekrigene. Det var i Florida, at han konverterede til evangelisk kristendom, og han overvejede at trække sig ud af hæren og blive præst. Hans religiøse tilbøjeligheder gav ham senere øgenavnet ”Den kristne general”. Howard vendte tilbage til West Point i september 1857 for at blive instruktør i matematik, og året efter blev han forfremmet til premierløjtnant. Da borgerkrigen brød ud med overgivelsen af Fort Sumter blev enhver tanke om at blive præst gemt af vejen, og han besluttede at forblive i sit lands tjeneste.

## Borgerkrigen
Howard blev udnævnt til oberst for 3. Maine infanteriregiment og stod midlertidigt i spidsen for en brigade i det Første slag ved Bull Run. Han blev forfremmet til brigadegeneral med virkning fra 3. september 1861 og fik overdraget ledelsen af brigaden permanent. Han blev en del af generalmajor George B. McClellans Army of the Potomac i Peninsula kampagnen.
Den 1. juni 1862, mens han kommanderede en unionsbrigade under slaget ved Seven Pines, blev Howard såret to steder i sin højre arm, som efterfølgende blev amputeret. (I 1893 blev han tildelt Kongressens æresmedalje for sin heltedåd i dette slag). Da brigadegeneral Philip Kearny, som havde mistet sin venstre arm, besøgte Howard, spøgte han med, at de nu kunne købe handsker sammen. Howard blev hurtigt tilstrækkelig rask til at kunne vende tilbage til hæren til Slaget ved Antietam, hvor han kom til at lede en division i det II Korps. Han blev forfremmet til generalmajor i november 1862 og overtog kommandoen over XI Corps i april det følgende år, hvor han erstattede generalmajor Franz Sigel. Da korpset i hovedsagen bestod af tyske immigranter, som i mange tilfælde ikke talte engelsk, var soldaterne utilfredse med deres nye leder og forlangte åbent, at Sigel skulle genindsættes.
I slaget ved Chancellorsville led Howard det første af to alvorlige, militære nederlag. Den 2. maj 1863 var hans korps på højre flanke af Unionens linje nordvest for korsvejen ved Chancellorsville. Robert E. Lee og generalløjtnant Stonewall Jackson udtænkte en modig plan, hvori hele Jackson’s korps marcherede hemmeligt rundt om Unionens flanke og angreb den. Howard var blevet advaret af generalmajor Joseph Hooker, som nu var leder af Potomac-hæren, om, at hans flanke ”hang i luften” uden at være forankret i en naturlig forhindring såsom en flod, og at Sydstaternes styrker kunne være på vej i hans retning. Howard undlod at lytte til advarslen, og Jackson angreb, før det blev mørkt og slog hele XI korps på flugt og afstedkom en alvorlig forstyrrelse i Unionens planer.
I slaget ved Gettysburg ankom XI korps, som stadig var mærket af ydmygelsen i maj, til slagmarken om eftermiddagen den 1. juli 1863. Dårlig placering af den defensive linje, som var blevet udvalgt af en af Howards underordnede divisionskommandører, brigadegeneral Francis C. Barlow, blev udnyttet af sydstatshærens korps under generalløjtnant Richard S. Ewell, og endnu en gang blev XI korps slået på flugt, hvilket tvang det til at trække sig tilbage gennem gaderne i Gettysburg, hvorved mange blev taget til fange. På Cemetery Hill, syd for byen skændtes Howard med generalmajor Winfield S. Hancock om, hvem der havde kommandoen over forvarslinien. Hancock kom fra Meade med skrevne ordrer om, at han skulle overtage kommandoen, men Howard insisterede på, at han var den højest rangerende general på stedet. Til sidst gav han efter. Han begyndte at lade en historie cirkulere om, at hans korps` sammenbrud rent faktisk var blevet udløst af sammenbruddet af generalmajor Abner Doubleday's I korps mod vest, men den undskyldning blev aldrig accepteret dengang eller af historien. — det modsatte var rent faktisk sandt —, og XI korps renommé var ødelagt. Howard skulle have nogen ros for den efterfølgende succes ved Gettysburg, fordi han klogelig placerede en af sine divisioner (Generalmajor Adolph von Steinwehr) på Cemetery Hill som reserve og afgørende ekstra forsvarslinie. I resten af 3-dages slaget forblev korpset i en defensiv stilling omkring Cemetery Hill, hvor det modstod angreb fra generalmajor Jubal A. Early den 2. juli og deltog i periferien af forsvaret mod Picketts angreb den 3. juli.
Howard og hans korps blev overført til det vestlige operationsområde for at blive en del af Army of the Cumberland i Tennessee. I Slaget ved Chattanooga tog korpset del i det impulsive angreb, som erobrede Missionary Ridge og fremtvang general Braxton Braggs tilbagetrækning. I juli 1864, efter generalmajor James B. McPherson’s død, blev Howard kommandør over Tennessee-hæren, kæmpede i Atlanta kampagnen og ledede højre fløj af generalmajor William Tecumseh Shermans berømte march til havet gennem Georgia og derefter gennem Carolina-staterne.

## Efter krigen
Fra maj 1865 til juli 1874 var general Howard inspektør for Kontoret for flygtninge, frigivne slaver og opgivet land Freedmen's Bureau. Han fik kommandoen over militærområdet ’’Department of the Columbia’’ i 1874, tog vestpå til Fort Vancouver i Washington Territoriet, hvor han kæmpede i indianerkrigene, fortrinsvis mod Nez Perce med den efterfølgende overgivelse af Chief Joseph. I Chief Josephs berømte tale i 1879 i Washington, D.C., hævdede han, at "hvis general Howard havde givet mig rigelig tid til at samle min flok og havde behandlet Too-hool-hool-suit, som man bør behandle en mand, ville der ikke have været nogen krig." Efterfølgende blev Howard inspektør for United States Military Academy ved West Point i New York i 1881–1882. Han lod sig pensionere fra hæren i 1894 med rang af generalmajor.

### Howard University
General Howard huskes også for sin rolle ved grundlæggelsen af af Howard University, som blev grundlagt af Kongressen i 1867. Universitetet er konfessionsløst og åbent for begge køn uanset race. Som inspektør for Freedmen’s Bureau var Howard kendt for at fremme velfærd og uddannelse blandt tidligere slaver og flygtninge fra krigen. Den 20. november 1866 samledes ti personer, heriblandt Howard, fra forskellige socialt interesserede grupper i Washington D.C. for at diskutere planer for et teologisk seminarium, der skulle uddanne farvede præster. Der var imidlertid tilstrækkelig interesse for at skabe et uddannelsesinstitution, som også omfattede andre fagområder end teologi. Resultatet blev ” the Howard Normal and Theological Institute for the Education of Preachers and Teachers”. Den 8. januar 1867 besluttede bestyrelsen at ændre navnet til Howard University. Howard var dets præsident fra 1869 til 1874. Han grundlagde også Lincoln Memorial University i Harrogate, Tennessee i 1895 til uddannelse af de hvide i bjergene.

### Død og erindring
Oliver Howard døde i Burlington, Vermont, og ligger begravet dér på Lake View Cemetery.
En buste af Howard skabt af billedhuggeren James E. Kelly er udstillet på Howard University. En imponerende rytterstatue står på East Cemetery Hill på slagmarken ved Gettysburg.

## Udvalgte værker
Howard var forfatter af adskillige bøger efter krigen, herunder Donald's School Days (1878), Nez Perce Joseph (1881), General Taylor (1892), Isabella of Castile (1894), Autobiography (1907), og My Life and Experiences among Our Hostile Indians (1907).

## Notes
1. ↑  Tagg, p. 121.
2. ↑  Warner, p. 237; Oliver Otis Howard, In the Beginning, Bowdoin Orient website. Arkiveret 29. august 2008 hos  Wayback Machine
3. ↑  Kent's Hill Notables, Rootsweb.
4. ↑  Cimbala, pp. 1008-10.